# Głodówka (Kuków)
Głodówka – część wsi Kuków w Polsce, położona w województwie małopolskim, w powiecie suskim, w gminie Stryszawa.
W latach 1975–1998 Głodówka należała administracyjnie do województwa bielskiego.